# Сильга (приток Юрюзани)
Сильга (в верховье Большая Сильга) — река в России, протекает в Челябинской области. Устье реки находится в 262 км по правому берегу реки Юрюзань. Длина реки составляет 28 км, площадь водосборного бассейна 172 км².
В 11 км от устья по правому берегу впадает река Ахрап.

## Данные водного реестра
По данным государственного водного реестра России относится к Камскому бассейновому округу, водохозяйственный участок реки — Уфа от Нязепетровского гидроузла до Павловского гидроузла, без реки Ай, речной подбассейн реки — Белая. Речной бассейн реки — Кама.
Код объекта в государственном водном реестре — 10010201112111100023279.